# Сіріус (Кривий Ріг)
Футбольний клуб «Сіріус» — колишній український футбольний клуб, з Кривого Рогу Дніпропетровської області. До 1995 року команда представляла місто Жовті Води. Учасник чемпіонату СРСР серед команд класу «Б» 1960—1961 і 1969—1970 років. Учасник чемпіонату СРСР серед команд класу «А» 1967—1968 років. Перед сезоном 1995/96 об'єднався з клубом «Спортінвест» Кривий Ріг під його назвою та фактично припинив існування.

## Історія назв
- 1959—1970: «Авангард» (Жовті Води)
- 1993—1994: «Сіріус» (Жовті Води)
- 1994—1995: «Сіріус» (Кривий Ріг)

## Історія клубу
Футбольний клуб «Авангард» був створений в місті Жовті Води в 1959 році. У 1960 році команда дебютувала серед команд класу «Б» чемпіонату СРСР. У 1966 році клуб завоював перше місце і здобув право виступів серед команд класу «А» чемпіонату СРСР. У 1969 році знову опустився до класу «Б», a у 1970 опинився на останньому 16 місці та припинив виступи на професіональному рівні.
Надалі виступав лише в першостях і кубках Дніпропетровської області.
У сезоні 1993/94 під назвою «Сіріус» дебютував в перехідній лізі чемпіонату України, де зайняв перше місце і здобув право виступати у другій лізі. В наступному сезоні переїхав у Кривий Ріг.
4 червня 1995 року об'єднався з клубом «Спортінвест» Кривий Ріг і поступився своїм місцем у чемпіонаті, туди ж перейшло і більшість гравців.

## Досягнення
- Чемпіон УРСР (2): 1959, 1966.
- Бронзовий призер чемпіонату УРСР (1): 1965.
- Переможець перехідної ліги України (1): 1993/94.
- Чемпіон Дніпропетровської області (3): 1958, 1959, 1989.
- Володар кубка Дніпропетровської області (1): 1959.

## Всі сезони в незалежній Україні
| Сезон   | Чемпіонат | Чемпіонат | Чемпіонат | Чемпіонат | Чемпіонат | Чемпіонат | Чемпіонат | Чемпіонат | Кубок        | Кубок | Кубок | Кубок | Кубок | Кубок | Кубок | Примітка |
| Сезон   | Ліга      | Місце     | І         | В         | Н         | П         | М         | О         | Етап         | І     | В     | Н     | П     | М     | О     | Примітка |
| ------- | --------- | --------- | --------- | --------- | --------- | --------- | --------- | --------- | ------------ | ----- | ----- | ----- | ----- | ----- | ----- | -------- |
| 1993/94 | Перехідна | 1 з 18    | 34        | 20        | 11        | 3         | 56−25     | 51        | —            | —     | —     | —     | —     | —     | —     |          |
| 1994/95 | Друга     | 16 з 22   | 42        | 13        | 6         | 23        | 40−57     | 45        | 1/128 фіналу | 1     | 0     | 1     | 0     | 1−1   | 1     |          |

## Колишні гравці
- Ярослав Бобиляк (1994)
- Володимир Браїла (1995)
- Володимир Гринь (1994)
- Євген Кучеревський (1971—1972)
- Сергій Лавриненко (1993)
- Юрій Мартинов (1992—1993)
- Олег Мішенін (1992)
- Вадим Олійник (1990—1992)
- Олександр Приходько (1993—1995)
- Євген Римшин (1993—1994)
- Олександр Романенко (1992—1993)
- Олександр Рябоконь (1992—1995)

## Колишні тренери
- 1995 — Юрій Устинов
- 1995 —  Володимир Брухтій